# 글로보
글로보(Glovo)는 스페인의 음식 배달 회사다. 2014년 오스카르 피에르가 설립한 스페인 기반 배달 앱으로, 그는 2015년 사샤 미쇼드와 함께 초기 자금 조달을 거쳐 출시했다. 2022년 중반, 딜리버리 히어로에 인수되었다.

## 위치
2025년 1월 현재 글로보는 23개국에서 운영 중이다.